# Лопушанська Софія Петрівна
Софія Петрівна Лопушанська (нар. 16 березня 1926, Полтава, Українська СРР, СРСР — пом. 20 травня 2008, Волгоград, Росія) — радянський і російський лінгвіст, доктор філологічних наук (1976), професор, заслужений діяч науки Російської Федерації (1996).

## Біографія
Народилася 1926 року в Полтаві. Під час німецько-радянської війни вона була евакуйована до Навтлугського дитячого будинку в Грузинській РСР. 1943 року закінчила середню школу при цьому дитячому будинку, а в 1945 поступила до МДУ ім. М. В. Ломоносова.
У 1945 році в Москві вона познайомилася зі своїм майбутнім чоловіком, студентом філософського факультету МДУ Сергієм Тимофійовичем Лопушанським. Він помер в 1953 році від ускладнення поранень, отриманих на фронті. Софія Петрівна виховала сина — Костянтина Сергійовича Лопушанського, відомого кінорежисера, кандидата мистецтвознавства, лауреата багатьох міжнародних кінофестивалів, народного артиста Російської Федерації.

## Наукова та професійна діяльність
Наукова та професійна діяльність Софії Лопушанської була пов'язана з провідними університетами Радянського Союзу. У 1950 році вона закінчила МДУ за фахом «російська мова і література», в 1961 — аспірантуру Ленінградського університету, більше двадцяти п'яти років (1950—1977) викладала в Казанському державному інституті. У 1962 р Софії Лопушанській було присуджено вчений ступінь кандидата філологічних наук, в 1976 р — доктора філологічних наук.
З 1977 по 1980 рр. Софія Лопушанська працювала професором, завідувачем кафедри російської мови Волгоградського педагогічного інституту. З 1980 р. Софія Петрівна перейшла до новоствореного Волгоградського державного університету. У 1980 році очолила кафедру російської філології Волгоградського державного університету, на базі якої сформувалося кілька кафедр філологічного факультету; з 1994 р була головою спеціалізованої вченої ради Волгоградського державного університету з російської та германських мов; з 1998 по 2007 р — директором Науково-дослідного інституту історії російської мови Волгоградського державного університету.
З ім'ям Софії Лопушанської у вітчизняній русистиці пов'язана цілісна наукова концепція, що дозволяє дати несуперечливе пояснення процесу еволюції часів і підрядних, по-різному збережених в слов'янських мовах, по-новому підійти до вирішення низки проблем історії російської мови, історичного і сучасного словотворення, лексикології та лексикографії, взаємодії літературної мови і діалектів. В рамках сформованого під керівництвом Софії Лопушанської наукового напрямку була створена та розвивається Волгоградська наукова школа «Російське дієслово: історія та сучасний стан». Ідеї і найважливіші положення вченої знайшли відображення більш ніж у 220 публікаціях (монографіях, навчальних та лексикографічних виданнях, статтях), виступах на міжнародних конгресах, симпозіумах, конференціях, в колективних дослідженнях, в отриманих грантах Російського гуманітарного наукового фонду та Російського фонду фундаментальних досліджень, а також Федеральної цільової програми «Російська мова», наукових проектах, в роботах учнів. Під керівництвом С. П. Лопушанської було захищено 10 докторських і 20 кандидатських дисертацій (в тому числі громадянами Чехії та Словаччини).
Софія Лопушанська поєднувала наукову і педагогічну діяльність з громадською та просвітницькою. Вона була членом Ради з російській мові при Президентові Росії, а потім при Урядові РФ (1994—2004), членом Головного Ради «Філологія» при Міністерстві освіти РФ (з 1980), членом Координаційної Ради тестування зарубіжних громадян з російської мови при Міністерстві освіти РФ (з 1996), членом Координаційної ради з Федеральної цільової програми «Російська мова» при Міністерстві освіти РФ (з 1998), членом наукової ради «Російська мова: історія та сучасний стан» при Відділенні літератури і мови Російської Академії наук (з 1990), членом науково-методичної ради з російської мови та мов народів РФ (з 1995).

## Основні роботи
Наукові праці Софії Лопушанської мають багатогранний характер, але в центрі уваги вченої завжди була історія російської та інших слов'янських мов. Особливе місце в її дослідженнях займали старослов'янська та церковнослов'янська мови.
Основні роботи Софії Лопушанської:
- «Очерки по истории глагольного формообразования в русском языке» (1967);
- «Основные тенденции эволюции простых претеритов в древнерусском книжном языке» (1975);
- «Развитие и функционирование древнерусского глагола» (1990);
- «Семантическая модуляция как речемыслительный процесс» (1996);
- «Разграничение старославянского и русского староцерковнославянского языков» (1997);
- «Кирилло-Мефодиевские традиции в России конца XX века» (1999);
- «Соотношение понятий стереотипность, концептуальное ядро и концептосфера в языкознании» (2002);
- «Компенсаторные процессы в истории русского глагола» (2003);

В інших працях розглядаються теоретичні та прикладні питання вивчення і викладання історії російської мови, слов'янського дієслова, розробляються методи лінгвокультурологічного дослідження мови Волгоградського регіону.

## Нагороди
Софія Петрівна була заслуженим діячем науки Російської Федерації (1996), почесним доктором ВолДУ (1996), академіком Академії гуманітарних наук (Санкт-Петербург) (1998). Нагороджена медалями " Ветеран праці СРСР " (1987), міжнародної медаллю (Міжнародна асоціація викладачів російської мови та літератури) О. С. Пушкіна «За великі заслуги в поширенні російської мови у світі» (1996), нагрудними знаками «Почесний працівник вищої професійної освіти РФ» (2001), «За відмінні успіхи в роботі. Вища школа СРСР» (1976), « Відмінник народної освіти» (1968); Архієрейської грамотою митрополита Волгоградського і Камишинського Германа «В Благословення за старанні труди на славу святої Церкви» (1999); почесним званням «Хранитель традицій» Адміністрації Волгоградської області (2005); Подячним листом і почесним знаком Міжнародного Фонду «Олександр Невський» (2005); орденом Руської Православної Церкви святителя Макарія Митрополита Московського III ступеня «За духовне просвітництво» (2006); численними почесними грамотами.